# Maria Kanellis
Maria Kanellis (ur. 25 lutego 1982 w Ottawie w stanie Illinois) – amerykańska wrestlerka, piosenkarka i modelka. Znana z występów w World Wrestling Entertainment. Wydała debiutancki album Sevin Sins 13 kwietnia 2010 roku na iTunes.

## Kariera
Rozpoczęła karierę w 2003 roku w pierwszej edycji WWE Diva Search, gdzie zajęła piąte miejsce, ale zaoferowano jej rolę backstage’owego reportera. Jej główną rolą było granie „słodkiej idiotki” oraz denerwowanie przepytywanych zawodników. W 2005 roku Kanellis odłożyła mikrofon do kąta i sama zaczęła występować na ringu z dosyć zmiennym szczęściem. Notorycznie trafiała na Mickie James i notorycznie przegrywała. Na rozkładzie ma za to Candice Michelle. Pod koniec 2007 roku pojechała wraz z Mickie James do amerykańskiej bazy żołnierzy w Iraku. W kwietniu 2008 roku miała sesję dla Playboya. Podczas Diva halloween costume w 2008 roku przebrała się za króliczka, lecz nie wygrała. Na swoim koncie jak na razie nie ma zbyt dużych sukcesów. 14 listopada 2008 roku przegrała walkę o pas z Michelle McCool. 14 grudnia 2009 roku Maria wygrała Slammy Diva Award of the Year. 12 lutego w odcinku SmackDown! Maria zaczęła relację z Matt Hardy, ale dwa tygodnie później, 26 lutego, została zwolniona z WWE. Obecnie występuje w Ring of Honor. 18 czerwca powróciła do WWE na gali Money in the Bank.

## Tytuły/Osiągnięcia
- FHM
  - 84 w „The Sexiest Women 2008”
- Playboy
  - „Cover girl” (kwiecień 2008)
- Pro Wrestling Illustrated
  - PWI uznało ją za 29 spośród 50 najlepszych wrestlerek w „PWI Female 50” w 2008 roku.